# Anii 790
Secole: Secolul al VII-lea - Secolul al VIII-lea - Secolul al IX-lea
Decenii: Anii 740 Anii 750 Anii 760 Anii 770 Anii 780 - Anii 790 - Anii 800 Anii 810 Anii 820 Anii 830 Anii 840
Ani: 790 | 791 | 792 | 793 | 794 | 795 | 796 | 797 | 798 | 799